# Eupithecia nigrodiscata
Eupithecia nigrodiscata är en fjärilsart som beskrevs av Claude Herbulot 1987. Eupithecia nigrodiscata ingår i släktet Eupithecia och familjen mätare. Inga underarter finns listade i Catalogue of Life.